# 조병국
조병국(曺秉局, 1982년 7월 1일 - )은 대한민국의 전직 축구 선수이자 현 축구 지도자로 과거 수원 삼성 블루윙즈, 전남 드래곤즈, 성남 FC, 베갈타 센다이, 주빌로 이와타, 상하이 선화, 촌부리 FC, 인천 유나이티드, 경남 FC, 수원 FC, 사우스코스트 유나이티드 등에서 수비수로 활동했다.

## 생애
울산광역시 출생으로 학성중학교, 학성고등학교, 연세대학교를 졸업했으며 높은 점핑과 긴 체공시간으로 인하여 '에어조(Air Cho)'라는 별명을 얻었다.

## 축구인 생활

### 선수 생활
2002년 수원 삼성 블루윙즈에서 데뷔하여, 2004년 K-리그 우승, 2002년 FA컵 우승 등에 공헌하였다. 하지만 2004년 10월 오른쪽 발목 부상을 입어 리그 막바지에는 거의 출전하지 못하였고, 2005년 1월 고종수와 함께 김남일과의 맞트레이드로 전남 드래곤즈로 이적하였다. 하지만 어깨 탈구 부상이 겹쳐 단 한차례의 리그 경기에도 뛰지 못하였고, 재기하기 힘들 것이라는 평가를 받기도 하였다. 하지만 2005년 8월 성남 일화 천마로 다시 이적한 뒤, 다시 기회를 잡아 예전의 모습을 되찾으며 2006년 K-리그 우승, 2007년 K-리그 준우승, 2009년 K-리그 준우승 등에 공헌하였다. 2010년 5월 29일, 제주 유나이티드와의 포스코컵 2010 경기를 마지막으로 군 복무를 위해 팀을 떠났다. 하지만 습관성 어깨탈골로 재판정 후에 5급 판정을 받아 면제받고, 소속팀 성남 일화 천마로 다시 복귀하였다.
시즌이 끝난 후인 2010년 12월 31일, 자유 계약 자격을 획득하여 J리그의 베갈타 센다이로 이적하였다. 2011년 12월 30일 주빌로 이와타로 이적했다.
2014년에는 상하이 선화로 이적 하였고
2015년에는 촌부리 FC로 이적 하였다.
2016년 인천 유나이티드로 6년 만에 K 리그로 복귀 하였다.
2017년 경남 FC로 이적하였다.
2018년 여름 이적시장 때 수원 FC로 이적했다.

### 국가 대표 생활
2003년 3월 29일 콜롬비아와의 친선경기에서 데뷔하였고, A매치 11경기에서 1골을 넣었다. 일본과의 연속된 경기에서 자책골을 넣는 불운을 겪기도 하였다.

## 플레이 스타일
183cm의 당당한 체격에 다른 선수보다 탄력이 좋아 제공권과 파워에서 강점을 보이며, 탁월한 헤딩 슛으로 공격에도 일가견이 있다는 평가를 받는다.

## 수상

### 개인
- 1998년 금석배 고교축구대회 득점상 수상
- 1999년 한일고교대회 우수선수상 수상
- 1999년 무학기 고교축구대회 감투상 수상
- 2004년 제18회 올해의 프로축구 대상 프로스펙스 특별상 수상

### 클럽

#### 수원 삼성 블루윙즈
- FA컵 우승 1회 (2002)
- 아시아 클럽 챔피언십 우승 1회 (2002)
- 아시아 슈퍼컵 우승 1회 (2002)
- [ 2004 K리그 우승] 우승 1회 (2004)

#### 성남 일화 천마
- AFC 챔피언스리그 우승 1회 (2010)
- K-리그 우승 1회 (2006)
- K-리그 준우승 2회 (2007, 2009)
- 하우젠 컵 준우승 1회 (2006)
- FA컵 준우승 1회 (2009)

#### 경남 FC
- K리그 챌린지 우승 1회 (2017)

## 같이 보기
- 대한민국 축구 국가대표팀